# اسلاوگ موندا گونلوگسدوتیر
اسلاوگ موندا گونلوگسدوتیر (انگلیسی: Áslaug Munda Gunnlaugsdóttir؛ زادهٔ ۲ ژوئن ۲۰۰۱) بازیکن فوتبال اهل ایسلند است.
وی همچنین در تیم‌های ملی فوتبال زنان ایسلند بازی کرده‌است.